# Daniel Sunjata
Daniel Sunjata Condon (ur. 30 grudnia 1971 w Evanston) – amerykański aktor filmowy, telewizyjny i teatralny.

## Życiorys

### Wczesne lata
Urodził się w Evanston w Illinois. „Sunjata”, pierwotnie jego drugie imię, to gwinejskie słowo określające „głodny lew” i zostało mu dane przez przybranych rodziców, Catherine i Billa Condona, dyspozytor policji i pracownik praw obywatelskich. Wychowywał się w Chicago z siostrą Leah. Uczęszczał do Mt. Carmel High School. W liceum grał w dwóch drużynach piłkarskich mistrzostw stanu. Na drugim roku studiów w Florida A&M University wystąpił w przedstawieniu, co skłoniło go do zmiany kierunku z biznesu na sztukę. W 1995 ukończył University of Southwestern Louisiana. W 1998 został absolwentem Tisch School of Acting przy Uniwersytecie Nowojorskim. 

### Kariera
Wystąpił w operze mydlanej Wszystkie moje dzieci (2001), kilku odcinkach Prawa i porządku (2002–04), serialu Seks w wielkim mieście (2002) w roli żeglarza na urlopie na lądzie w pierwszym odcinku tematycznym po 11 września - pt. „Anchors Away”. W 2003 był jednym z 50. najpiękniejszych ludzi roku wybranych przez magazyn „People”.
W 2003 zdobył nagrodę Theatre World Award i swoją pierwszą nominację do Tony Award za rolę Darrena Lemminga, gejowskiego baseballisty Major League Baseball w Take Me Out.
W dramacie Brother to Brother (2004) wcielił się w postać poety Langstona Hughesa. Zyskał popularność jako Franco Rivera w serialu FX Wołanie o pomoc (2004–11) i jako pielęgniarz Eli w serialu ABC Chirurdzy (Grey's Anatomy, 2010–11). Na kinowym ekranie grywał drugoplanowe role w takich filmach jak Diabeł ubiera się u Prady (2006) czy Mroczny rycerz powstaje (2012).

## Filmografia

### Filmy
- 2002: Bad Company: Czeski łącznik jako oficer Carew
- 2004: Czekając na cud jako Marco
- 2004: Melinda i Melinda jako Billy Wheeler
- 2006: Diabeł ubiera się u Prady jako James Holt
- 2009: Duchy moich byłych jako Brad Frye
- 2009: 11 września: niewygodne fakty jako narrator
- 2010: Ryzyko (TV) jako Win Garano
- 2012: Zaginiona jako sierżant Powers
- 2012: Jak upolować faceta jako Ricardo Carlos Manoso
- 2012: Mroczny rycerz powstaje jako kapitan Jones
- 2024: Genialna Morgan jako detektyw Adam Karadec

### Seriale TV
- 2000: Prawo i porządek: sekcja specjalna jako oficer Bomb Squad
- 2001: Wszystkie moje dzieci jako Zachary Pell
- 2002: Seks w wielkim mieście jako Louis Leroy, USN
- 2002–2004: Prawo i porządek: sekcja specjalna jako technik CSU Burt Trevor
- 2003: Nie ma sprawy jako Danny Martin
- 2004–2011: Wołanie o pomoc jako Franco Rivera
- 2005: Prawo i porządek jako Kenny Tremont
- 2009: Magia kłamstwa jako Andrew Jenkins
- 2010: Rockefeller Plaza 30 jako Chris
- 2010–2011: Chirurdzy (Grey's Anatomy) jako pielęgniarz Eli
- 2012–2013: Smash jako Peter Gillman
- 2013–2015: Graceland jako Paul Briggs – starszy agent FBI, przełożony Mike’a
- 2016: Notorious jako Jake Gregorian
- 2017: Królestwo zwierząt jako adwokat kryminalny Smurfa
- 2018: Turbulencje jako Danny
- 2019: Happy! jako Simon